# Wymysłowo (Stawiska)
Wymysłowo (Wymysłów) – część wsi Stawiska w Polsce, położona w województwie kujawsko-pomorskim, w powiecie radziejowskim, w gminie Piotrków Kujawski.
Dawniej siedziba gminy Wymysłowo.
W latach 1975–1998 miejscowość należała administracyjnie do województwa włocławskiego. Wieś sołecka – zobacz jednostki pomocnicze gminy Piotrków Kujawski w BIP.